# 石見津田站
石見津田站（日语：／ Iwami-Tsuda eki */?）是位於島根縣益田市津田町，西日本旅客鐵道（JR西日本）的山陰本線車站。

## 歷史
- 1923年12月26日：國有鐵道山陰本線三保三隅站至石見益田站（現時為益田站）之間開業，此站啟用。為客運和貨運車站[1]。當時車站地址為島根縣美濃郡安田村（日语：安田村 (島根県美濃郡)）大字津田。
- 1952年8月1日：隨著益田市成立，車站地址為島根縣益田市大字津田。
- 1963年2月1日：終止貨物起卸業務。
- 1972年：隨著町名改稱，車站地址為現時位置。
- 1987年4月1日：隨國鐵分割民營化，車站由西日本旅客鐵道（JR西日本）營運。
- 1990年3月10日：無人車站化[2]。

## 車站構造
車站是一座地面車站，設有2面2線的相對式月台，可進行列車交會與折返。車站大樓位於上行月台側，月台之間設有跨線橋連接。車站北邊設有留置線。月台上設有候車室。在2018年，車站大樓內開設了麵包店「H♡T」。
車站由濱田鐵道部管理的無人車站。從前車站內設有乘車站證明票發行機，在車站事務所部分位置用作JA事務所。

### 月台
| 月台 | 路線     | 上下行 | 方向           |
| ---- | -------- | ------ | -------------- |
| 1    | 山陰本線 | 上行   | 濱田、江津方向 |
| 2    | 山陰本線 | 下行   | 益田、東萩方向 |

※截至2017年3月，站內開始設置月台編號，在車站大樓側（上行）為1號月台。

## 使用狀況
以下為近年1日平均乘車人次列表：
| 乘車人次變化 | 乘車人次變化    |
| 年度         | 1日平均乘車人次 |
| ------------ | --------------- |
| 1984         | 96              |
| 1994         | 56              |
| 1999         | 37              |
| 2000         | 57              |
| 2001         | 45              |
| 2002         | 48              |
| 2003         | 51              |
| 2004         | 36              |
| 2005         | 22              |
| 2006         | 24              |
| 2007         | 22              |
| 2008         | 19              |
| 2009         | 23              |
| 2010         | 28              |
| 2011         | 22              |
| 2012         | 16              |
| 2013         | 22              |
| 2014         | 16              |
| 2015         | 17              |
| 2016         | 18              |
| 2017         | 17              |

## 車站周邊
- 津田郵局
- 國道9號

## 相鄰車站
西日本旅客鐵道
山陰本線
- 部分快速水快車停車站。

鎌手－石見津田－益田

## 注腳
1. ↑  日本《官報》第3402號「鉄道省告示第303号」，大藏省印刷局：1923年12月24日，第428頁。
2. ↑  『JR気動車客車編成表』90年版 JRR 1990年 ISBN 4-88283-111-2
3. ↑  島根縣統計書

## 外部連結
- 石見津田｜車站資訊：JR出門網 - 西日本旅客鐵道